# DDR-Einzelmeisterschaft im Schach 1972
Die 21. DDR-Einzelmeisterschaft im Schach fand im Februar 1972 in Görlitz statt.

## Allgemeines
Die Teilnehmer hatten sich über das sogenannte Dreiviertelfinale sowie ein System von Vorberechtigungen und Freiplätzen für diese Meisterschaft qualifiziert. Schiedsrichter waren Johannes Hoffmann aus Rüdersdorf für die Herren und Margarete Kleinschmidt im Turnier der Damen.

## Meisterschaft der Herren
In einem stark besetzten Turnier kam der Leipziger Mathematiker Manfred Schöneberg zu einem relativ sicheren Erfolg. Der nach längerer Pause wieder in einer DDR-Meisterschaft antretende Großmeister Wolfgang Uhlmann fand nach seinem Ausscheiden im Kandidatenturnier zur Weltmeisterschaft noch nicht zu alter Klasse zurück.

### Abschlusstabelle
|    | Teilnehmer                             | 01 | 02 | 03 | 04 | 05 | 06 | 07 | 08 | 09 | 10 | 11 | 12 | 13 | 14 | 15 | 16 | 17 | 18 | 19 | 20 | Punkte |
| -- | -------------------------------------- | -- | -- | -- | -- | -- | -- | -- | -- | -- | -- | -- | -- | -- | -- | -- | -- | -- | -- | -- | -- | ------ |
| 01 | Manfred Schöneberg (SG Leipzig)        |    | 1  | ½  | 1  | ½  | ½  | 1  | 1  | 1  | ½  | 1  | ½  | 0  | 1  | 1  | 1  | 1  | ½  | ½  | 1  | 14½    |
| 02 | Burkhard Malich (Buna Halle)           | 0  |    | 1  | ½  | 1  | ½  | ½  | ½  | ½  | ½  | 1  | 0  | 1  | 1  | ½  | 1  | 1  | 1  | 1  | 1  | 13½    |
| 03 | Rainer Knaak (SG Leipzig)              | ½  | 0  |    | 0  | ½  | ½  | ½  | ½  | 1  | 1  | 1  | 0  | 1  | 1  | ½  | 1  | 1  | 1  | 1  | 1  | 13     |
| 04 | Lothar Zinn (DAW Berlin)               | 0  | ½  | 1  |    | ½  | ½  | ½  | 0  | 1  | ½  | 0  | 1  | 1  | ½  | 1  | 1  | 1  | ½  | 1  | 1  | 12½    |
| 05 | Günther Möhring (Buna Halle)           | ½  | 0  | ½  | ½  |    | 0  | ½  | 1  | 1  | 1  | 1  | 0  | ½  | ½  | ½  | 1  | 1  | ½  | 1  | 1  | 12     |
| 06 | Lothar Vogt (SG Leipzig)               | ½  | ½  | ½  | ½  | 1  |    | ½  | ½  | ½  | 0  | ½  | 1  | ½  | 1  | ½  | ½  | 1  | ½  | 1  | 0  | 11     |
| 07 | Heinz Liebert (Buna Halle)             | 0  | ½  | ½  | ½  | ½  | ½  |    | ½  | ½  | ½  | ½  | 1  | ½  | ½  | ½  | 1  | ½  | 1  | 1  | ½  | 11     |
| 08 | Wolfgang Uhlmann (Post Dresden)        | 0  | ½  | ½  | 1  | 0  | ½  | ½  |    | 0  | ½  | 1  | 1  | 1  | ½  | ½  | 0  | 1  | 1  | ½  | 1  | 11     |
| 09 | Lutz Espig (Buna Halle)                | 0  | ½  | 0  | 0  | 0  | ½  | ½  | 1  |    | 0  | ½  | 1  | 1  | ½  | ½  | ½  | 1  | 1  | ½  | 1  | 10     |
| 10 | Fritz Baumbach (DAW Berlin)            | ½  | ½  | 0  | ½  | 0  | 1  | ½  | ½  | 1  |    | ½  | ½  | ½  | 0  | ½  | ½  | ½  | 1  | ½  | ½  | 09½    |
| 11 | Günter Walter (Lok Brandenburg)        | 0  | 0  | 0  | 1  | 0  | ½  | ½  | 0  | ½  | ½  |    | 1  | 1  | 1  | 1  | ½  | 0  | ½  | 1  | ½  | 09½    |
| 12 | Manfred Böhnisch (SG Leipzig)          | ½  | 1  | 1  | 0  | 1  | 0  | 0  | 0  | 0  | ½  | 0  |    | ½  | ½  | ½  | 0  | 1  | 1  | ½  | 1  | 09     |
| 13 | Olaf Thal (DAW Berlin)                 | 1  | 0  | 0  | 0  | ½  | ½  | ½  | 0  | 0  | ½  | 0  | ½  |    | ½  | 1  | 1  | ½  | ½  | 1  | 1  | 09     |
| 14 | Detlef Neukirch (SG Leipzig)           | 0  | 0  | 0  | ½  | ½  | 0  | ½  | ½  | ½  | 1  | 0  | ½  | ½  |    | ½  | ½  | 1  | ½  | 1  | 1  | 09     |
| 15 | Reinhard Postler (Vorwärts Strausberg) | 0  | ½  | ½  | 0  | ½  | ½  | ½  | ½  | ½  | ½  | 0  | ½  | 0  | ½  |    | 0  | 1  | 1  | ½  | 1  | 08½    |
| 16 | Joachim Brüggemann (SG Leipzig)        | 0  | 0  | 0  | 0  | 0  | ½  | 0  | 1  | ½  | ½  | ½  | 1  | 0  | ½  | 1  |    | 1  | ½  | ½  | 1  | 08½    |
| 17 | Hermann Brameyer (DAW Berlin)          | 0  | 0  | 0  | 0  | 0  | 0  | ½  | 0  | 0  | ½  | 1  | 0  | ½  | 0  | 0  | 0  |    | 1  | 1  | 1  | 05½    |
| 18 | Klaus Müller (Lok Greiz)               | ½  | 0  | 0  | ½  | ½  | ½  | 0  | 0  | 0  | 0  | ½  | 0  | ½  | ½  | 0  | ½  | 0  |    | 0  | 1  | 05     |
| 19 | Hans-Ulrich Grünberg (Lok Schwerin)    | ½  | 0  | 0  | 0  | 0  | 0  | 0  | ½  | ½  | ½  | 0  | ½  | 0  | 0  | ½  | ½  | 0  | 1  |    | ½  | 05     |
| 20 | Andreas Bärsch (Vorwärts Strausberg)   | 0  | 0  | 0  | 0  | 0  | 1  | ½  | 0  | 0  | ½  | ½  | 0  | 0  | 0  | 0  | 0  | 0  | 0  | ½  |    | 03     |

### Dreiviertelfinale
Das Dreiviertelfinale der Herren fand vom 31. Juli bis 7. August 1971 in Dresden statt. Hauptschiedsrichter war Arthur Gröbe, Turnierleiter Kurt Gekinski. Gespielt wurde im Sportkasino der Technischen Universität. Die Fachzeitschrift Schach merkte dazu an, dass die äußeren Bedingungen (u. a. tropische Temperaturen im Spielsaal, Unterbringung in engen Vierbettzimmern, weite Wege) nicht dem leistungssportlichen Anspruch des Turniers entsprachen.
Die Partie der letzten Runde zwischen Grünberg und Bärsch dauerte 10 Stunden an und die Siegerehrung war längst vorbei, als der Turnierleiter diese Partie abbrach und sie – regelwidrig – zur Abschätzung einschicken wollte. Die Partie wurde dann doch regulär als Hängepartie fortgesetzt und endete remis.
Gruppe A
|    | Teilnehmer           | 01 | 02 | 03 | 04 | 05 | 06 | 07 | 08 | 09 | 10 | Punkte |
| -- | -------------------- | -- | -- | -- | -- | -- | -- | -- | -- | -- | -- | ------ |
| 01 | Rainer Knaak         |    | 1  | 1  | 1  | 1  | 1  | 1  | 1  | 1  | 1  | 9      |
| 02 | Hans-Ulrich Grünberg | 0  |    | ½  | ½  | ½  | ½  | 1  | 1  | 1  | 1  | 6      |
| 03 | Fritz Baumbach       | 0  | ½  |    | 1  | ½  | 0  | 1  | ½  | 1  | 1  | 5½     |
| 04 | Andreas Bärsch       | 0  | ½  | 0  |    | ½  | ½  | 1  | 1  | 1  | 1  | 5½     |
| 05 | Bodo Starck          | 0  | ½  | ½  | ½  |    | 1  | 0  | 1  | 1  | ½  | 5      |
| 06 | Günter Heinsohn      | 0  | ½  | 1  | ½  | 0  |    | 1  | 0  | 1  | 1  | 5      |
| 07 | Kurt Essegern        | 0  | 0  | 0  | 0  | 1  | 0  |    | ½  | ½  | 1  | 3      |
| 08 | Eberhard Geissert    | 0  | 0  | ½  | 0  | 0  | 1  | ½  |    | 0  | ½  | 2½     |
| 09 | Karl-Heinz Lehmann   | 0  | 0  | 0  | 0  | 0  | 0  | ½  | 1  |    | ½  | 2      |
| 10 | Wolfgang Lenk        | 0  | 0  | 0  | 0  | ½  | 0  | 0  | ½  | ½  |    | 1½     |

Gruppe B
|    | Teilnehmer           | 01 | 02 | 03 | 04 | 05 | 06 | 07 | 08 | 09 | 10 | Punkte |
| -- | -------------------- | -- | -- | -- | -- | -- | -- | -- | -- | -- | -- | ------ |
| 01 | Joachim Brüggemann   |    | ½  | 0  | 1  | 1  | 1  | 1  | 1  | 1  | 1  | 7½     |
| 02 | Detlef Neukirch      | ½  |    | ½  | 1  | ½  | 1  | 1  | 1  | 1  | ½  | 7      |
| 03 | Hermann Brameyer     | 1  | ½  |    | 0  | ½  | 0  | ½  | 1  | 1  | 1  | 5½     |
| 04 | Klaus Müller         | 0  | 0  | 1  |    | 0  | 1  | 1  | ½  | 1  | 1  | 5½     |
| 05 | Christian Steudtmann | 0  | ½  | ½  | 1  |    | 0  | 0  | 1  | 1  | 1  | 5      |
| 06 | Wolfgang Dietze      | 0  | 0  | 1  | 0  | 1  |    | ½  | 1  | ½  | ½  | 4½     |
| 07 | Thomas Schubert      | 0  | 0  | ½  | 0  | 1  | ½  |    | 1  | ½  | 1  | 4½     |
| 08 | Werner Breustedt     | 0  | 0  | 0  | ½  | 0  | 0  | 0  |    | 1  | 1  | 2½     |
| 09 | Peter Bergmann       | 0  | 0  | 0  | 0  | 0  | ½  | ½  | 0  |    | 1  | 2      |
| 10 | Thomas Pähtz         | 0  | ½  | 0  | 0  | 0  | ½  | 0  | 0  | 0  |    | 1      |

Gruppe C
|    | Teilnehmer      | 01 | 02 | 03 | 04 | 05 | 06 | 07 | 08 | 09 | 10 | Punkte |
| -- | --------------- | -- | -- | -- | -- | -- | -- | -- | -- | -- | -- | ------ |
| 01 | Gottfried Braun |    | ½  | ½  | 1  | 0  | 1  | ½  | 1  | 1  | 1  | 6½     |
| 02 | Günther Möhring | ½  |    | 0  | 0  | 1  | 1  | 1  | 1  | 1  | 1  | 6½     |
| 03 | Olaf Thal       | ½  | 1  |    | 1  | ½  | 0  | 1  | 0  | 1  | 1  | 6      |
| 04 | Günter Walter   | 0  | 1  | 0  |    | ½  | 1  | ½  | 1  | 1  | 1  | 6      |
| 05 | Thomas Espig    | 1  | 0  | ½  | ½  |    | 1  | 0  | 1  | 0  | 1  | 5      |
| 06 | Hermann Schmidt | 0  | 0  | 1  | 0  | 0  |    | 1  | 1  | 0  | 1  | 4      |
| 07 | Hartmut Pfeil   | ½  | 0  | 0  | ½  | 1  | 0  |    | 0  | 1  | 1  | 4      |
| 08 | Michael Schmidt | 0  | 0  | 1  | 0  | 0  | 0  | 1  |    | ½  | 1  | 3½     |
| 09 | Ulrich Lutzkat  | 0  | 0  | 0  | 0  | 1  | 1  | 0  | ½  |    | ½  | 3      |
| 10 | Burkhard Bauer  | 0  | 0  | 0  | 0  | 0  | 0  | 0  | 0  | ½  |    | 0½     |

## Meisterschaft der Damen
Die Leipziger Ärztin Gabriele Just errang ihren dritten DDR-Meistertitel knapp vor der stark aufgekommenen Brigitte Hofmann. Die Siegerin der beiden letzten Jahre Christina Hölzlein vergab ihre Titelchancen ausgerechnet durch Niederlagen gegen die drei schwächsten Teilnehmerinnen. Das Spielniveau wurde in der Fachpresse als höher gegenüber den Vorjahren bezeichnet, wobei hingegen die Friedfertigkeit einiger Spielerinnen mit hoher Remisquote kritisiert wurde.

### Abschlusstabelle
|    | Teilnehmer                              | 01 | 02 | 03 | 04 | 05 | 06 | 07 | 08 | 09 | 10 | 11 | 12 | 13 | 14 | Punkte |
| -- | --------------------------------------- | -- | -- | -- | -- | -- | -- | -- | -- | -- | -- | -- | -- | -- | -- | ------ |
| 01 | Gabriele Just (Lok Mitte Leipzig)       |    | 1  | ½  | ½  | ½  | 0  | 1  | 1  | ½  | 1  | ½  | 1  | 1  | 1  | 9½     |
| 02 | Brigitte Hofmann (Buna Halle)           | 0  |    | ½  | 0  | ½  | 1  | 1  | 1  | 1  | 0  | 1  | 1  | 1  | 1  | 9      |
| 03 | Eveline Nünchert (Wissenschaft Potsdam) | ½  | ½  |    | ½  | ½  | ½  | ½  | ½  | ½  | 1  | 1  | ½  | 1  | 1  | 8½     |
| 04 | Christina Hölzlein (Chemie Lützkendorf) | ½  | 1  | ½  |    | ½  | 1  | ½  | 1  | 1  | 1  | 1  | 0  | 0  | 0  | 8      |
| 05 | Marion Worch (Buna Halle)               | ½  | ½  | ½  | ½  |    | 1  | ½  | ½  | 1  | ½  | ½  | ½  | ½  | 1  | 8      |
| 06 | Waltraud Nowarra (Post Dresden)         | 1  | 0  | ½  | 0  | 0  |    | ½  | ½  | ½  | 1  | 1  | 1  | 1  | 1  | 8      |
| 07 | Lieselotte Janssen (Chemie Colditz)     | 0  | 0  | ½  | ½  | ½  | ½  |    | ½  | 1  | ½  | ½  | ½  | ½  | 1  | 6½     |
| 08 | Annett Michel (Buna Halle)              | 0  | 0  | ½  | 0  | ½  | ½  | ½  |    | 0  | 1  | ½  | 1  | ½  | 1  | 6      |
| 09 | Jutta Scholz (Wissenschaft Potsdam)     | ½  | 0  | ½  | 0  | 0  | ½  | 0  | 1  |    | ½  | ½  | ½  | 1  | ½  | 5½     |
| 10 | Hannelore Pähtz (Medizin Erfurt)        | 0  | 1  | 0  | 0  | ½  | 0  | ½  | 0  | ½  |    | 0  | 1  | 1  | 1  | 5½     |
| 11 | Ilse Böttcher (TSG Wittenberg)          | ½  | 0  | 0  | 0  | ½  | 0  | ½  | ½  | ½  | 1  |    | ½  | 0  | 1  | 5      |
| 12 | Heidrun Bade (DAW Berlin)               | 0  | 0  | ½  | 1  | ½  | 0  | ½  | 0  | ½  | 0  | ½  |    | ½  | ½  | 4½     |
| 13 | Hella Beneke (Buna Halle)               | 0  | 0  | 0  | 1  | ½  | 0  | ½  | ½  | 0  | 0  | 1  | ½  |    | 0  | 4      |
| 14 | Helmi Walter (Motor Wildau)             | 0  | 0  | 0  | 1  | 0  | 0  | 0  | 0  | ½  | 0  | 0  | ½  | 1  |    | 3      |

### Dreiviertelfinale
Das Dreiviertelfinale der Damen fand im Juli 1971 im Schachdorf Ströbeck statt. Schiedsrichter war Johannes Hoffmann.
Gruppe A
|   | Teilnehmer                              | 01 | 02 | 03 | 04 | 05 | 06 | 07 | 08 | Punkte |
| - | --------------------------------------- | -- | -- | -- | -- | -- | -- | -- | -- | ------ |
| 1 | Jutta Scholz (Buna Halle)               |    | ½  | 1  | ½  | ½  | 1  | 1  | 1  | 5½     |
| 2 | Lieselotte Janssen (Chemie Colditz)     | ½  |    | ½  | ½  | ½  | 1  | 1  | 1  | 5      |
| 3 | Gertraude Giesau (Veritas Wittenberge)  | 0  | ½  |    | ½  | 1  | 1  | 1  | 1  | 5      |
| 4 | Anita Zinn (DAW Berlin)                 | ½  | ½  | ½  |    | ½  | 0  | ½  | 1  | 3½     |
| 5 | Rita Kroggel (Buna Halle)               | ½  | ½  | 0  | ½  |    | ½  | ½  | 1  | 3½     |
| 6 | Sigrid Raue (Motor Weimar)              | 0  | 0  | 0  | 1  | ½  |    | ½  | 1  | 3      |
| 7 | Barbara Sebastian (Tiefbau Fredersdorf) | 0  | 0  | 0  | ½  | ½  | ½  |    | 1  | 2½     |
| 8 | Erdmute Kühl (Stahl Blankenburg)        | 0  | 0  | 0  | 0  | 0  | 0  | 0  |    | 0      |

Gruppe B
|   | Teilnehmer                              | 01 | 02 | 03 | 04 | 05 | 06 | 07 | 08 | Punkte |
| - | --------------------------------------- | -- | -- | -- | -- | -- | -- | -- | -- | ------ |
| 1 | Marion Worch (Buna Halle)               |    | ½  | ½  | 1  | 1  | 1  | 1  | 1  | 6      |
| 2 | Hannelore Pähtz (Medizin Erfurt)        | ½  |    | 1  | 0  | ½  | 1  | ½  | 1  | 4½     |
| 3 | Helmi Walter (Motor Wildau)             | ½  | 0  |    | 0  | 1  | 1  | 1  | 1  | 4½     |
| 4 | Liddy Knoch (Einheit Meiningen)         | 0  | 1  | 1  |    | ½  | ½  | ½  | ½  | 4      |
| 5 | Leonore Krüger (Post Dresden)           | 0  | ½  | 0  | ½  |    | ½  | 1  | 1  | 3½     |
| 6 | Sabine Franzke (Fortschritt Nord Forst) | 0  | 0  | 0  | ½  | ½  |    | 1  | ½  | 2½     |
| 7 | Renate Maczuga (Lok Rostock)            | 0  | ½  | 0  | ½  | 0  | 0  |    | ½  | 1½     |
| 8 | Regine Transfeld (Buna Halle)           | 0  | 0  | 0  | ½  | 0  | ½  | ½  |    | 1½     |

Gruppe C
|   | Teilnehmer                                 | 01 | 02 | 03 | 04 | 05 | 06 | 07 | 08 | Punkte |
| - | ------------------------------------------ | -- | -- | -- | -- | -- | -- | -- | -- | ------ |
| 1 | Annett Michel (Buna Halle)                 |    | ½  | 1  | 1  | 1  | ½  | ½  | 1  | 5½     |
| 2 | Brigitte Hofmann (Buna Halle)              | ½  |    | ½  | 1  | ½  | 1  | 1  | ½  | 5      |
| 3 | Heidrun Bade (DAW Berlin)                  | 0  | ½  |    | ½  | ½  | 1  | 1  | 1  | 4½     |
| 4 | Kristina Gautzsch (Buna Halle)             | 0  | 0  | ½  |    | 1  | ½  | 1  | ½  | 3½     |
| 5 | Hildegard Richter (Motor Leipzig-Lindenau) | 0  | ½  | ½  | 0  |    | 1  | 0  | 1  | 3      |
| 6 | Ulricke Seidemann (Empor Potsdam)          | ½  | 0  | 0  | ½  | 0  |    | 1  | ½  | 2½     |
| 7 | Elfriede Ungethüm (Wismut Aue)             | ½  | 0  | 0  | 0  | 1  | 0  |    | 1  | 2½     |
| 8 | Kristine Pews (Lok Frankfurt)              | 0  | ½  | 0  | ½  | 0  | ½  | 0  |    | 1½     |

## Jugendmeisterschaften
| Altersklasse | männlich                              | weiblich                                      |
| ------------ | ------------------------------------- | --------------------------------------------- |
| Schüler C    | Jörg Pachow (Bezirk Cottbus)          | Martina Keller, E. Bauer (beide Bezirk Halle) |
| Schüler A    | Gunter Sandner (Motor Markneukirchen) | Petra Feustel (Lok Gera)                      |
| Jugend       | Hans-Ulrich Grünberg (Lok Schwerin)   | Annett Michel (Halle)                         |

Das Ergebnis der "Schüler B" liegt nicht vor.